# Solanina
La solanina, un glucoalcaloide tóxico de sabor amargo, está formada por el alcaloide solanidina y una cadena lateral de carbohidrato: solanid-5-en-3β-il-O-α-L-ramnopiranosil-(1→2)- O-β-D-glucopiranosil-(1→3)-β-D-galactopiranósido. Es de estructura triterpenoide. La alfa-solanina es la forma química que presenta mayor toxicidad.

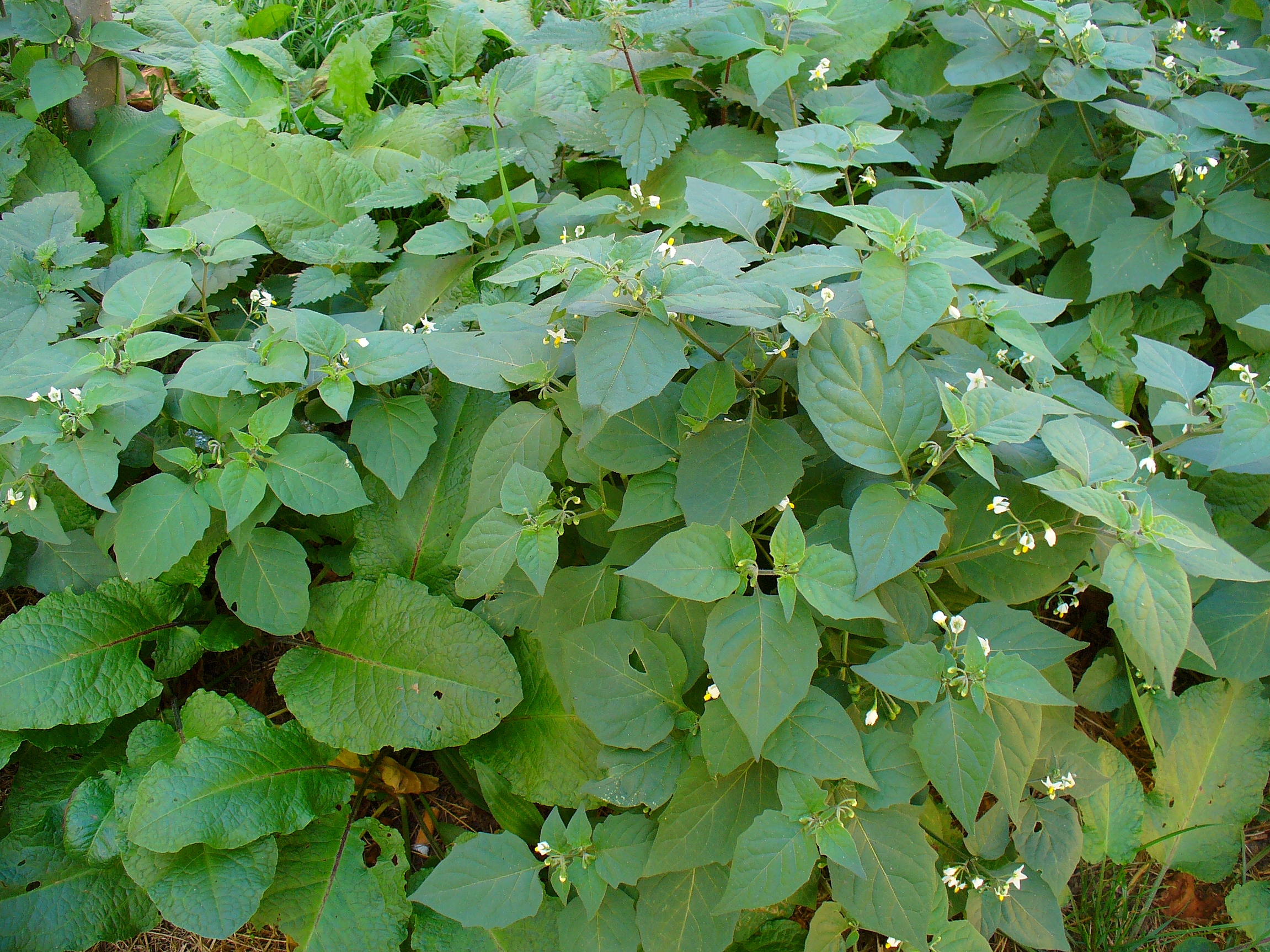
Solanum nigrum.

Se la encuentra de modo natural en las hojas, los frutos y los tubérculos de las solanáceas, en particular en todas las especies del género Solanum, de ahí su nombre. Fue aislada por primera vez en 1820 a partir de las bayas de hierba mora (Solanum nigrum). Otras plantas en las que también está presente son la papa, el tomate inmaduro, la belladona y la berenjena.
La solanina es una sustancia muy tóxica, incluso en pequeñas cantidades. Su toxicidad se debe a que es un inhibidor de la acetilcolinesterasa por lo que su ingesta produce efectos colinérgicos. La cocción no basta para desnaturalizar la solanina ni para evitar sus efectos.
La mayor parte de las plantas que contienen solanina también presentan otros alcaloides tóxicos que incrementan el riesgo de intoxicación por ingestión. En la patata, por ejemplo, aparecen dos alcaloides glicosídicos de estructura triterpenoide, a saber, solanina y chaconina. Ahora bien, en los casos en los que se ingieren plantas con otra serie de alcaloides, además de la solanina, los efectos son totalmente diferentes y se asocian con una sintomatología muy distinta de modo que debe aplicarse un tratamiento específico para la intoxicación concreta. Por ejemplo, si la planta presentara una mayor proporción de alcaloides con efectos anticolinérgicos, los efectos, la sintomatología y el tratamiento serían prácticamente los opuestos a los vinculados con la solanina, a pesar de la presencia de solanina en la composición del vegetal.
Las intoxicaciones por consumo de solanina no son frecuentes y su prevalencia es mayor en América del Sur y la India. Se las observa tanto en seres humanos como en animales pero en estos últimos son más habituales debido a que ingieren el alcaloide directamente de la naturaleza, sin tratar y en cualquier estado. Los animales se intoxican por la ingestión de la planta completa mientras que el ser humano suele intoxicarse al ingerir el fruto. 

## Mecanismo de acción
El mecanismo de acción no se conoce claramente todavía pero la hipótesis más aceptada por la comunidad científica hasta el momento sostiene que la solanina inhibe la acción de la acetilcolinesterasa y al impedir la degradación del neurotransmisor, acetilcolina, aumenta sus niveles, lo que provoca los síntomas colinérgicos derivados (bloqueo de la transmisión nerviosa e incremento de la secreción de líquidos).

Cuando la solanina y la chaconina se administran en forma conjunta ejercen un efecto sinérgico por lo que generan una inhibición mayor o más rápida de la acetilcolinesterasa, la enzima que degrada la acetilcolina.  La intensidad de la inhibición depende del número de receptores, de la dosis administrada, de los factores interindividuales, etcétera.
Un reducido grupo de fuentes sugieren que la toxicidad de la solanina se debería a la interacción química del alcaloide con la membrana mitocondrial. En consecuencia, la exposición a esa toxina abriría los canales de potasio de las mitocondrias con la consiguiente disminución del potencial de membrana. Esa situación determinaría que el calcio del interior de la mitocondria fuera transportado al citosol con la generación de un aumento de la concentración de calcio intracelular que dañaría la célula y finalmente la conduciría a la apoptosis.
Se trata de una sustancia irritante de las mucosas que causa inflamación de los túbulos renales y existen evidencias claras de embriotoxicidad y teratogénesis.
Numerosos estudios señalan que en las mujeres embarazadas que consumen vegetales con alto contenido de solanina, más concretamente en las que consumen patata infestada por Phytophthora infestans (mildiú de la patata), la que contiene una concentración muy elevada de alcaloides (solanina y chaconina), aumenta la incidencia de fetos con malformaciones letales, sobre todo a nivel del músculo esquelético. También se han publicado estudios que indican que el consumo materno de estos alcaloides incrementa la prevalencia de recién nacidos con espina bífida y anencefalia, aunque otros estudios rebaten esta conclusión.

## Toxicidad y evolución clínica
La dosis de solanina letal para el ser humano adulto es de aproximadamente 420 mg. En la rata la DL50 o dosis letal media (dosis que causa la muerte de la mitad o más de la población en estudio en un experimento) es de 42 mg/kg de peso vivo.
Los experimentos se llevan a cabo en animales de laboratorio mediante procedimientos legales y estrictos por lo que los animales sufren lo menos posible durante el proceso. La dosis que se utiliza en los seres humanos es una dosis que se presupone que resulta de extrapolar los datos obtenidos en los animales de laboratorio sin olvidar las diferencias que existen entre estos y el ser humano.
La dosis tóxica es de 2-5 mg por kg de peso corporal. Los síntomas se manifiestan de 8 a 12 horas después de la ingesta pero también pueden aparecer a los 30 minutos si la concentración de solanina es muy grande. En los niños la intoxicación es causa frecuente de muerte.
La evolución clínica de la persona afectada depende del tipo de intoxicación, la que puede ser aguda, subaguda o crónica.

### Forma aguda
Esta forma es causada por la ingestión de cantidades elevadas de alfa-solanina; en los animales de experimentación aparece un síndrome gastrointestinal asociado con diarrea.
En los seres humanos con intoxicación por ingesta de cantidades elevadas de solanina el cuadro sintomatológico corresponde a trastornos gastrointestinales. También se han descrito esos síntomas en bovinos. La solanina tiene acción hemolítica y en casos graves puede conducir a derrames cerebrales.

### Forma subaguda
La forma subaguda, consecuencia de la ingesta de pequeñas dosis de estos glicoalcaloides, se asocia con lesiones entéricas una vez absorbido el tóxico. En esta forma se destacan los síntomas de carácter neurológico pues aparecen señales relevantes de incordinación motora, facilidad de caída, nistagmo, convulsiones y opistótonos, complementado en algunos casos por irregularidades cardíacas, hemólisis y a veces diarrea.
El bloqueo de las señales nerviosas puede llevar a la muerte en uno o dos días, en los casos más extremos.

### Forma crónica
En esta forma es posible observar señales que incluyen edema de mama y extremidad anterior, anemia, insuficiencia renal, membranas mucosas amarillas, estreñimiento y distensión abdominal.
En síntesis, la conclusión es que en los casos de intoxicación leve a moderada los primeros síntomas del envenenamiento por solanina que se manifiestan corresponden a trastornos gastrointestinales y neurológicos, que incluyen náuseas, diarrea, vómitos, cólicos abdominales, gastralgia, sensación de quemazón en la garganta, aumento de la temperatura, arritmia cardíaca, cefalea y mareo. En casos más graves puede haber alucinaciones, pérdida de la percepción, parálisis, fiebre, midriasis, ictericia, hipotermia, edema cerebral y finalmente la muerte, en general por fallo cardíaco.

## Tratamiento
El tratamiento de la fase aguda de la intoxicación, que se lleva a cabo antes de que se produzca la absorción y solo puede utilizarse si la ingesta de solanina es reciente, consiste en la inducción del vómito mediante eméticos como el jarabe de ipecacuana o en un lavado gástrico, medida que debe ir acompañada de un tratamiento adyuvante basado en catárticos salinos y carbón activado para disminuir la absorción al nivel mínimo posible.
El tratamiento de la fase crónica se administra una vez absorbida la fracción tóxica del alcaloide. En este caso no existe ningún tratamiento ni antídoto cuya administración disminuya las manifestaciones clínicas. Los efectos tóxicos desaparecen en unos días y la persona afectada recupera la salud; solo se necesitan medidas de sostén para impedir que empeore. El tratamiento incluye administración de líquidos y otra medidas farmacológicas. La muerte por esta intoxicación es rara.

## Especies que contienen solanina
En los alimentos de uso común que contienen solanina este alcaloide se halla presente en una concentración que no resulta tóxica ni nociva para el ser humano. Las intoxicaciones no son frecuentes y solo se dan en personas que consumen estos alimentos en estados inmaduros, crudos o contaminados por hongos o en personas con estados de salud deficitarios, como por ejemplo en casos de infección viral.

### Patata o Papa

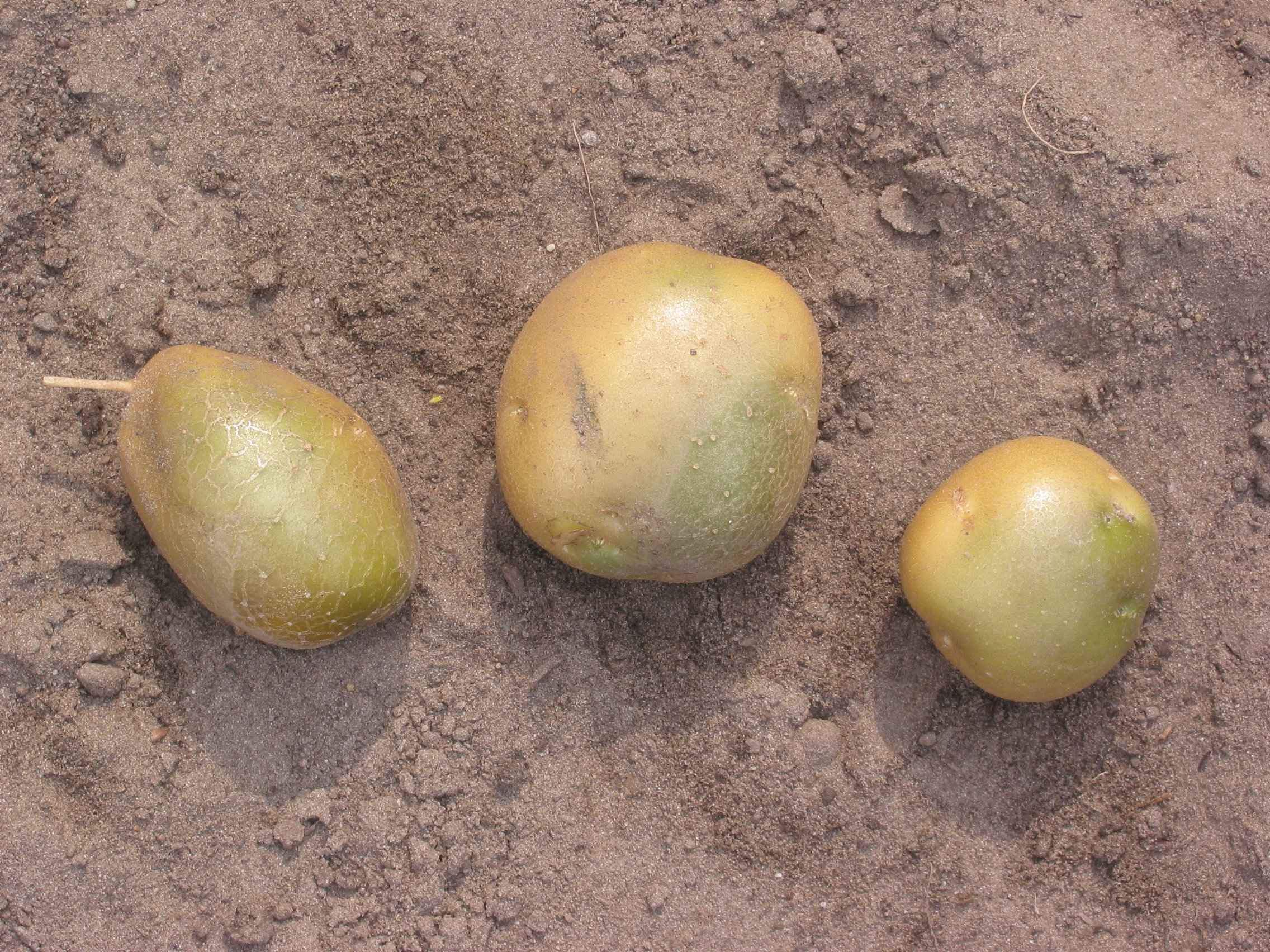
Las patatas contienen alfa-solanina y alfa-chaconina.

La papa o patata contiene glicoalcaloides, que como ya se dijo son sustancias tóxicas. La mayor parte de estos glicoalcaloides son alfa-solanina y alfa-chaconina, las que al ser ingeridas provocan diferentes síntomas clínicos; así, el consumo agudo causa problemas gastrointestinales, el consumo subagudo deriva en patologías gastrointestinales y nerviosas y el consumo crónico ocasiona problemas más graves. El contenido de estos glicoalcaloides de la patata varía significativamente de acuerdo con las condiciones ambientales imperantes durante el cultivo, la duración y las condiciones del período de almacenamiento (si la temperatura de almacenamiento es alta o en el lugar hay gran cantidad de luz), la variedad considerada y el estadio de maduración. Se los encuentra sobre todo en las plantas inmaduras y en los nódulos verdosos de germinación, situados principalmente en la piel y en la semilla. Los alcaloides tienen un sabor amargo, por lo que la presencia de este sabor en las patatas nos indica la existencia de la toxina.  
El contenido promedio de glicoalcaloides es de 0,075 mg por gramo de patata.
La cantidad de tóxico depende del estado de madurez en el que se halle el fruto y de los tratamientos que se le apliquen. Algunas enfermedades, como el mildiu, también pueden incrementar significativamente los niveles de glicoalcaloides presentes en la planta. Las patatas dañadas por golpes pueden contener un nivel aumentado de glicoalcaloides y se cree que esta es una reacción de la planta ante el daño externo. Freír las patatas a temperaturas superiores a 170 °C sirve para disminuir el nivel de glicoalcaloides. El uso de microondas es poco efectivo y hervirlas resulta ineficaz. A pesar de estos tratamientos, el sabor amargo persiste. Las variedades comerciales de patata tienen niveles controlados de solanina y en la mayor parte de ellas el contenido del alcaloide es menor de 0,2 mg/g. Sin embargo, las patatas que han sido expuestas a la luz y han empezado a reverdecer pueden mostrar concentraciones de 1 mg/g o más altas. En consecuencia,  la toxicidad de la patata variará según que se la ingiera inmadura (contenido tóxico de solanina), madura (con contenido de solanina pero en una dosis atóxica) o inmadura pero tras freírla a más de 170 °C (este tratamiento térmico permite reducir la toxicidad del alcaloide hasta niveles no tóxicos).
La mayor parte de los glicoalcaloides se encuentran en la piel de la patata o justo debajo de ella. Se ha observado que las patatas peladas contienen de un 30 a un 80 % menos de solanina que las patatas sin pelar por lo que se considera muy recomendable pelarlas, sobre todo si están inmaduras, cuando se las va a consumir enteras. La solanina y la chaconina también están presentes en los brotes de patata.
Una nueva variedad de patata, desarrollada a un coste de millones de dólares, debió ser retirada del mercado por su aguda toxicidad para los seres humanos como consecuencia de una elevada concentración de las toxinas naturales alfa-solanina y alfa-chaconina.

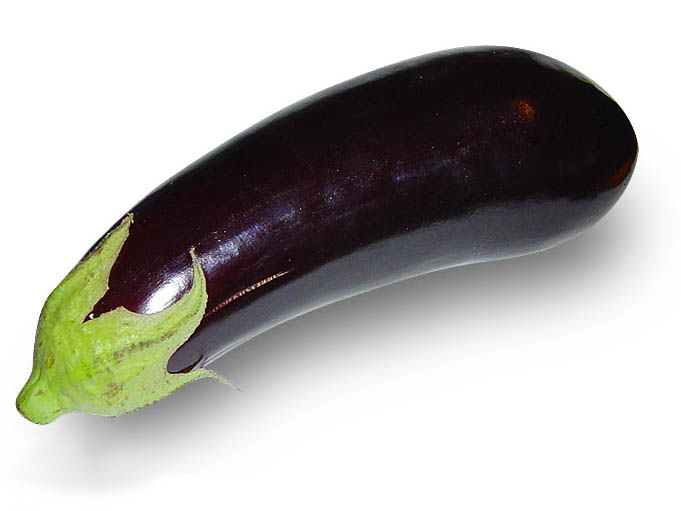
A pesar de su escaso contenido de solanina no es recomendable consumir berenjenas crudas.

### Berenjena
El consumo de berenjena en estado crudo puede ocasionar malestar gástrico debido a que las berenjenas contienen solanina, la que si es ingerida en grandes cantidades puede provocar envenenamientos. No se recomienda el consumo de berenjena sin cocinar, principalmente en las personas con tendencia a padecer problemas gástricos o intestinales. Tampoco es recomendable que los niños consuman berenjena cruda porque podría ocasionarles malestares gástricos importantes con presencia de diarrea y también vómitos. La cantidad de solanina que contiene la berenjena es inferior a la necesaria para producir una intoxicación de gravedad pero de todos modos se recomienda que se la ingiera cocida. La solanina también puede afectar el sistema nervioso y provocar problemas oculares, como por ejemplo dilatación de la pupila.

### Tomate

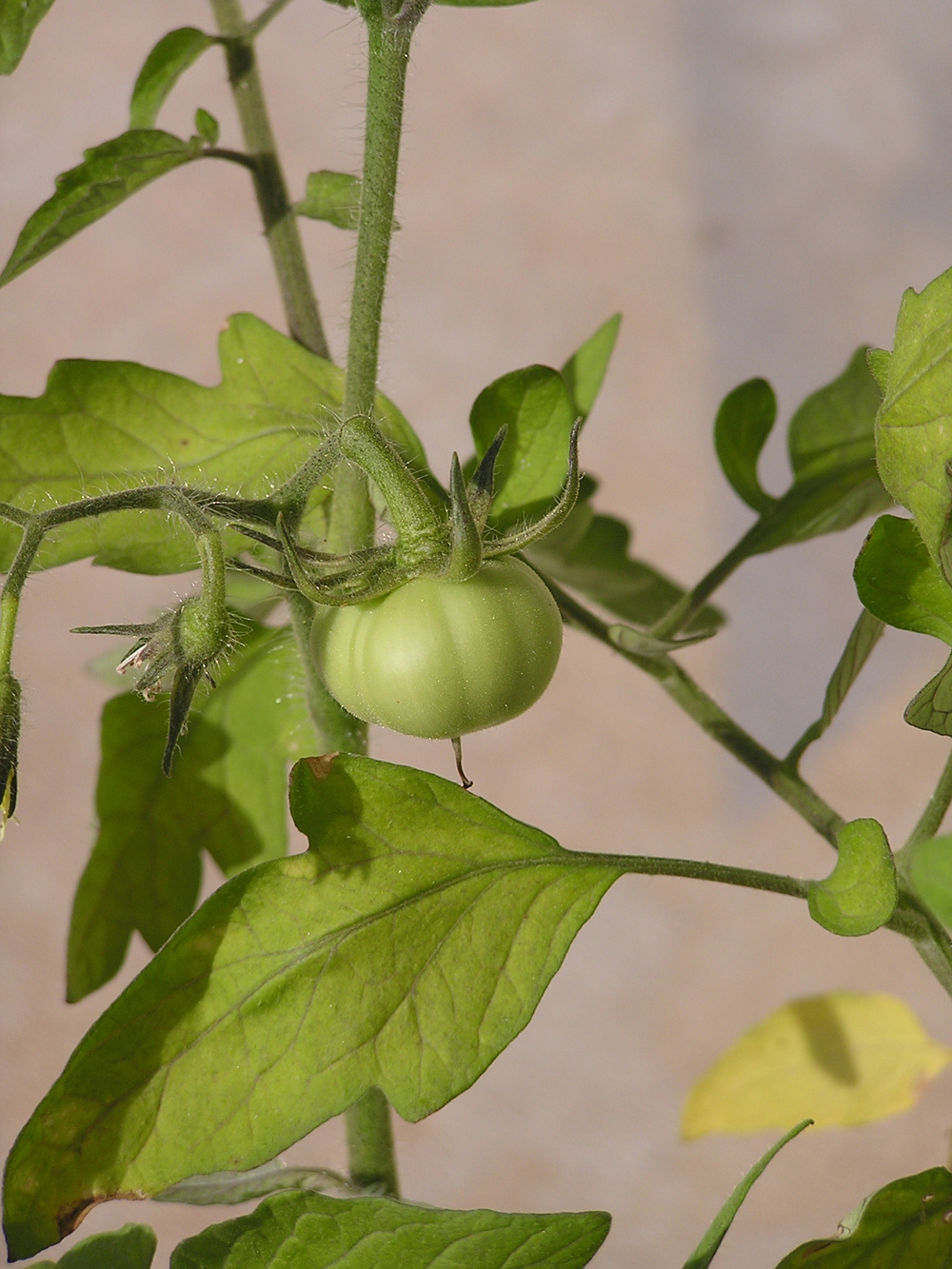
No se recomienda el consumo de tomates inmaduros porque son ricos en solanina.

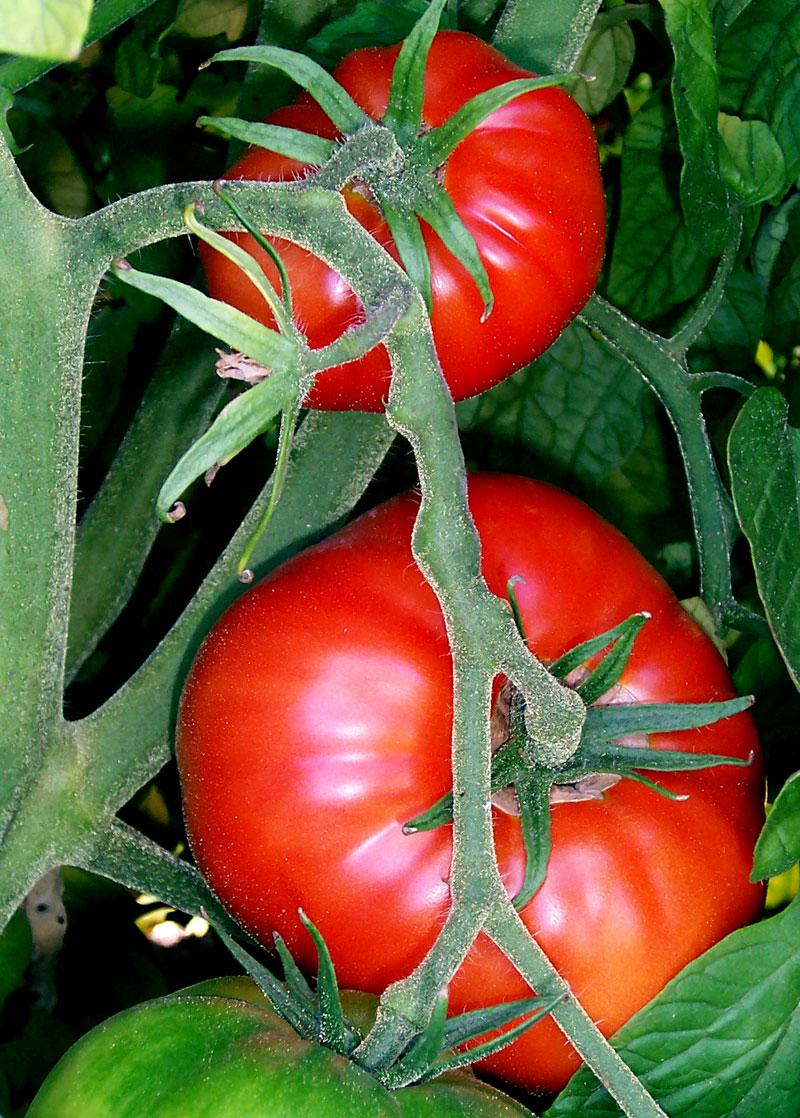
Tomates maduros in situ.

Los tomates verdes contienen bastante más cantidad de solanina (tomatina en este caso) que los rojos y maduros. Si la patata tenía 7,5 mg /100 g, el tomate puede llegar a tener 150 mg por cada 100 g de peso fresco. Es importante no confundir tomates maduros que son de color verde con tomates que están verdes por ser inmaduros.[cita requerida]

### Tomatillo del diablo

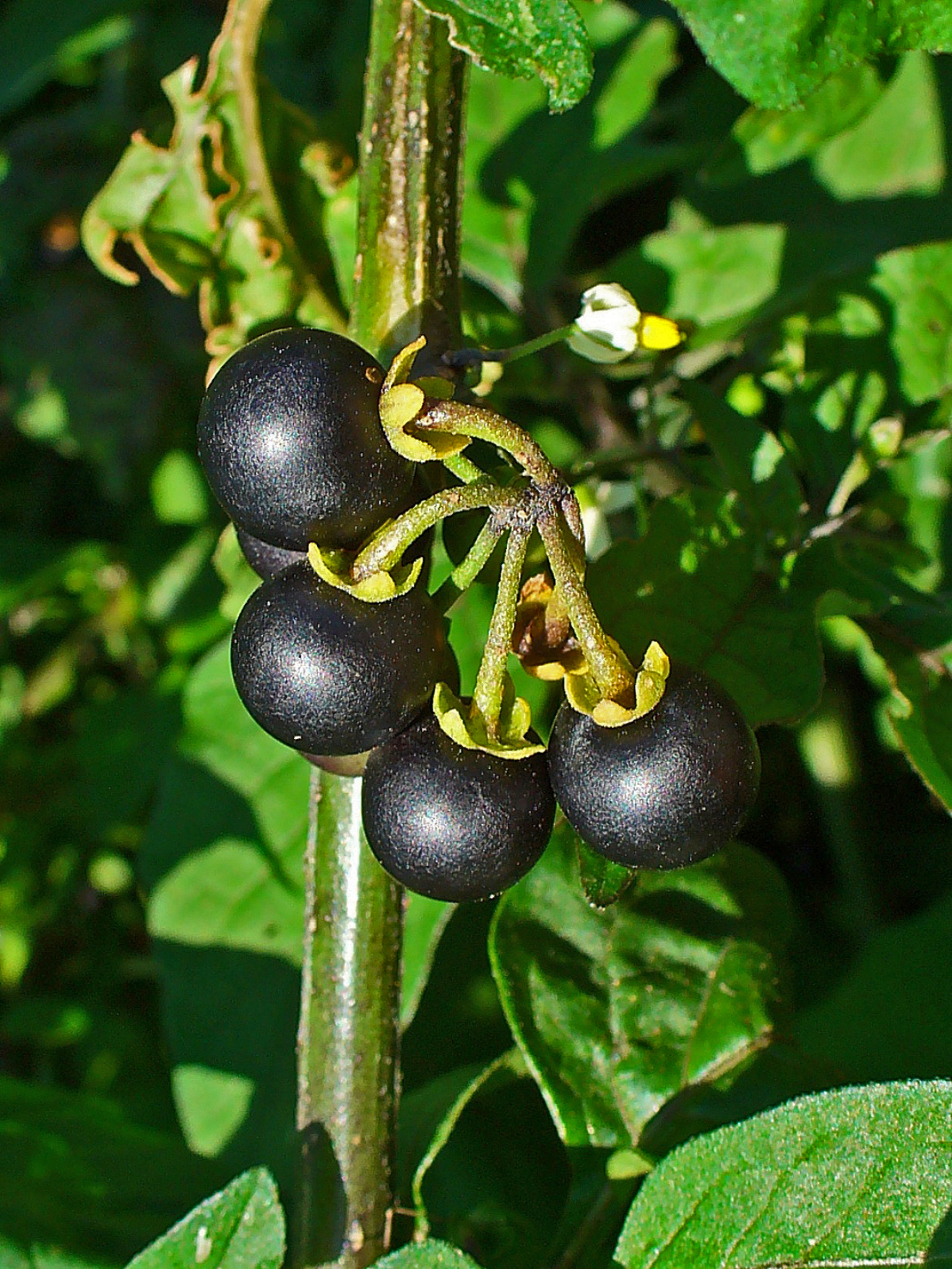
Frutos maduros y sumamente tóxicos de Solanum nigrum.

La hierba mora (Solanum nigrum), una planta herbácea de la familia de las solanáceas, es de origen sudamericano, está emparentada con la berenjena (Solanum melongena) y el tomate (Solanum lycopersicum) y crece en forma silvestre en casi todo el mundo. Esta planta puede llegar a ser sumamente tóxica por contener concentraciones elevadas de solanina, que emplea como defensa contra sus agresores. Los frutos, bayas globulares centimétricas, son verdes cuando están inmaduros y se tornan negros, brillantes y lisos al final de la madurez. Contienen grandes concentraciones de solanina, lo que los vuelve muy tóxicos.
El envenenamiento produce vómitos, gastralgia, sopor, aumento de la temperatura y en casos extremos parálisis y finalmente la muerte por fallo cardíaco. La concentración de solanina depende del grado de madurez, del terreno de cultivo y de las condiciones nutricionales de la planta y no puede saberse a simple vista. El valor tóxico de la hierba mora determina que su infusión se emplee a veces como insecticida para proteger los cultivos, en especial en combinación con la bacteria Agrobacterium tumefaciens. En medicina popular las hojas o su infusión en frío se emplean con fines sedantes, antiinflamatorios, antipiréticos y purgantes; sin embargo, la sobredosis puede ser fatal. Puesto que la cocción destruye en parte la solanina, los frutos maduros se han usado ocasionalmente en mermeladas y conservas.

### Cerezo de Jerusalén

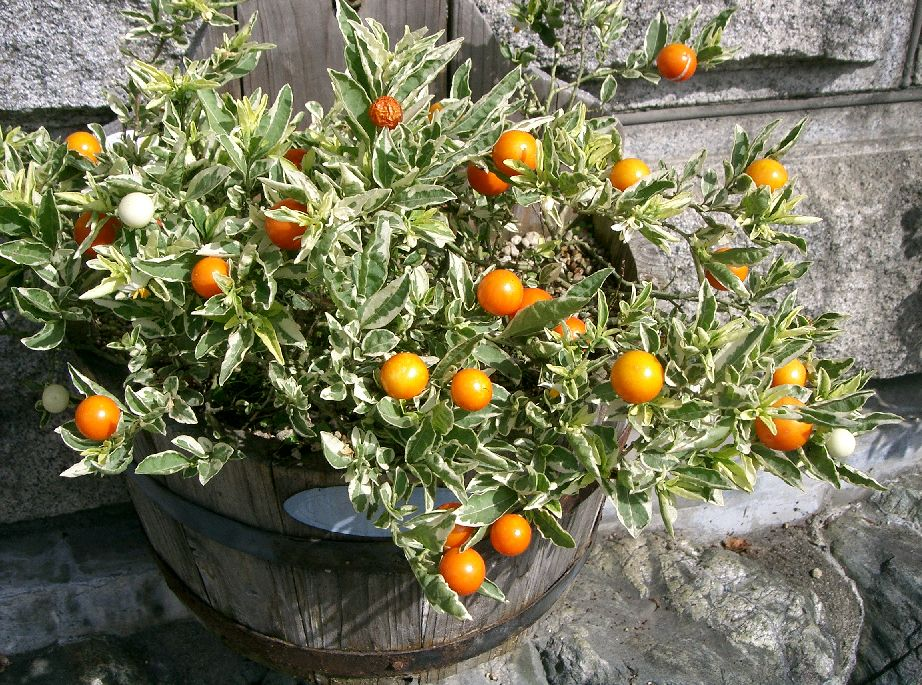
El cerezo de Jerusalén contiene solanina y solanocapsina.

Solanum pseudocapsicum (cerezo de Jerusalén o de Madeira), un pequeño arbusto de la familia de las solanáceas, es completamente tóxico por su contenido de solanina y solanocapsina.

### Cestrum parqui
El palqui (Cestrum parqui), una planta de la familia Solanaceae nativa de América Central y América del Sur, presenta diversos alcaloides, entre ellos solanina. Toda la planta es tóxica (los tallos, las hojas, las bayas y hasta las raíces parcialmente enterradas representan un serio riesgo para el ganado y las aves de corral que las comen cuando hay carencia de otro alimento). La planta seca mantiene la toxicidad. La muerte suele ser rápida y dolorosa. La solanina está localizada principalmente en la corteza mientras que el resto de los alcaloides tóxicos se distribuyen por las demás partes de la planta.
Los síntomas aparecen de 24 a 48 horas después de la ingesta y son causados por la insuficiencia hepática grave que se desarrolla. La muerte se produce en 1 a 3 días.
En Chile es usada como planta medicinal, como infusión para bajar la fiebre, o como cicatrizante en uso externo.

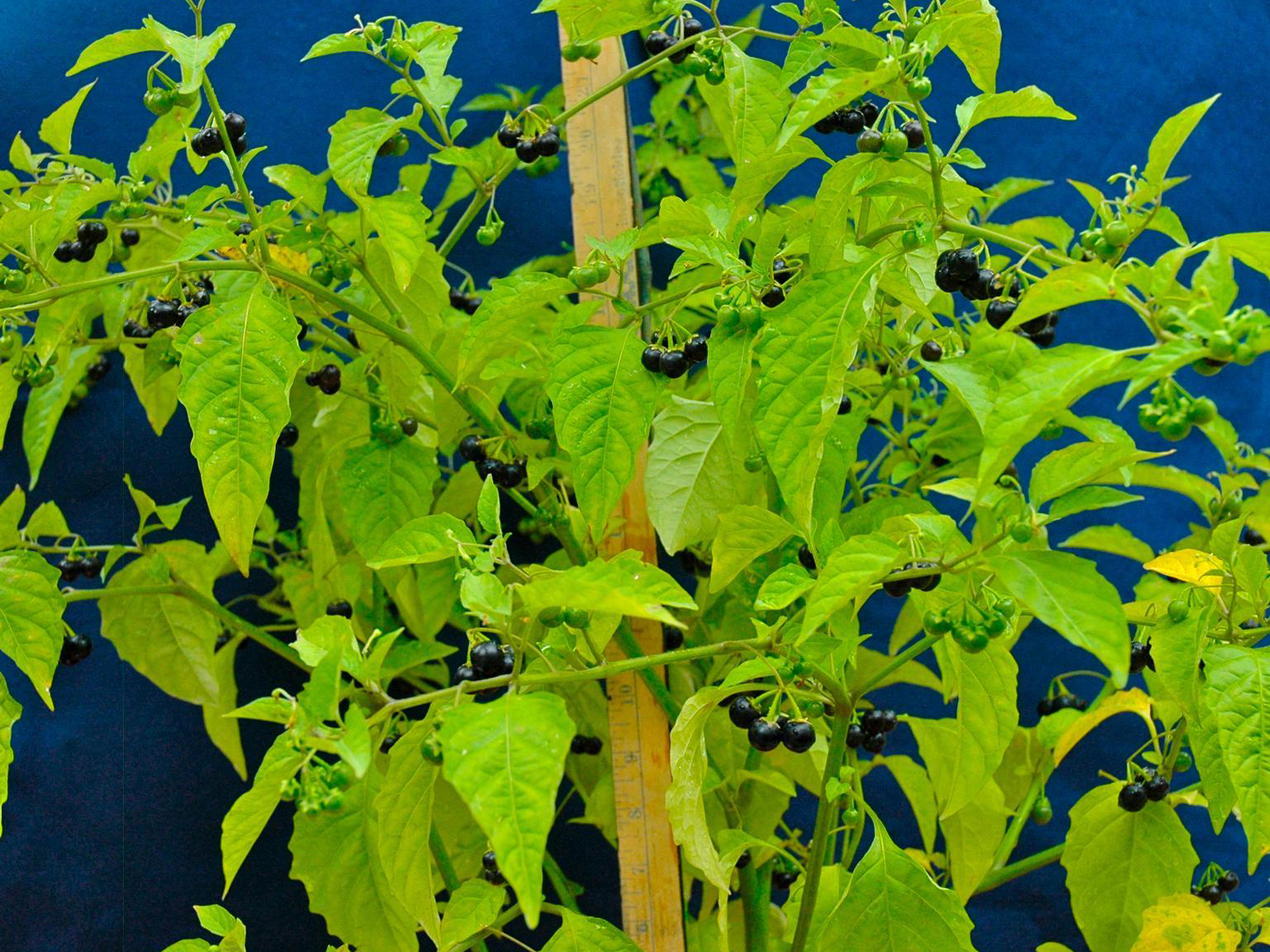
Solanum ptychanthum.

### Solanum ptychanthum
Esta planta perteneciente a la familia Solanaceae contiene solanina en su totalidad y todas sus partes son venenosas, salvo los frutos, que sirven de alimento a los pájaros que dispersan su semilla. No se recomienda el consumo humano.

### Palán-Palán
Esta especie, cuyo nombre es Nicotiana glauca, posee altos niveles de Solanina y no es apta para el consumo. Sin embargo, en algunas comunidades se utilizan sus hojas frescas, en forma externa como cataplasma, para aliviar dolores aplicandolas sobre las heridas.

## Utilidad de la solanina para humanos
La solanina posee propiedades fungicidas y pesticidas que las plantas que contienen la toxina en muchos casos aprovechan para protegerse de enfermedades, insectos y otros depredadores. Como la presencia de solanina confiere a las plantas un mecanismo de defensa natural la solanina se ha utilizado en agricultura como forma alternativa y natural de combatir las enfermedades de los cultivos.
En el campo de la medicina, a lo largo de la historia,  la solanina se ha usado como anticonvulsivante para tratar crisis epilépticas, como sedante y como antigripal para tratar resfriados y gripes,  aunque en la actualidad no hay prácticamente ningún estudio que demuestre su efectividad. No obstante, se la sigue utilizando con fines homeopáticos.